# 洪堡 (伊利諾伊州)
洪堡（英語：Humboldt）是位於美國伊利諾伊州科爾斯縣的一個村落。

## 地理
洪堡的座標為39°36′15″N 88°19′11″W / 39.60417°N 88.31972°W，而該地最高點為海拔高度200米（即656英尺）。

## 人口
根據2010年美國人口普查的數據，洪堡的面積為0.90平方千米，當中陸地面積為0.90平方千米，而水域面積為0.00平方千米。當地共有人口437人，而人口密度為每平方千米485人。